# Ghindăoani (gmina)
Ghindăoani – gmina w Rumunii, w okręgu Neamț. Obejmuje tylko jedną miejscowość Ghindăoani. W 2011 roku liczyła 1849 mieszkańców.